# Gymnoscirtetes
Gymnoscirtetes is een geslacht van rechtvleugeligen uit de familie veldsprinkhanen (Acrididae). De wetenschappelijke naam van dit geslacht is voor het eerst geldig gepubliceerd in 1897 door Scudder.

## Soorten
Het geslacht Gymnoscirtetes omvat de volgende soorten:
- Gymnoscirtetes morsei Hebard, 1918
- Gymnoscirtetes pusillus Scudder, 1897